# Tokugawa Harutoshi
Tokugawa Harutoshi (徳川 治紀, 7 décembre 1773-10 octobre 1816) est un daimyo de l'époque d'Edo du Japon à la tête du domaine de Mito.